# قرنق كول
قرنق كول (مواليد 15 سبتمبر 2004) هو لاعب كرة قدم أسترالي من أصول جنوب سودانية يلعب في مركز المهاجم في نادي سنترال كوست مارينرز.

## وصلات خارجية
- قرنق كول على موقع قاعدة بيانات كرة القدم.إي يو (الإنجليزية)
- قرنق كول على موقع ليكيب (الفرنسية)
- قرنق كول على موقع ناشيونال فوتبول تيمز (الإنجليزية)
- قرنق كول على موقع Soccerbase.com (لاعب) (الإنجليزية)
- قرنق كول على موقع Soccerway.com (الإنجليزية)
- قرنق كول على موقع عالم كرة القدم.نت (الإنجليزية)